# Sylvia curruca

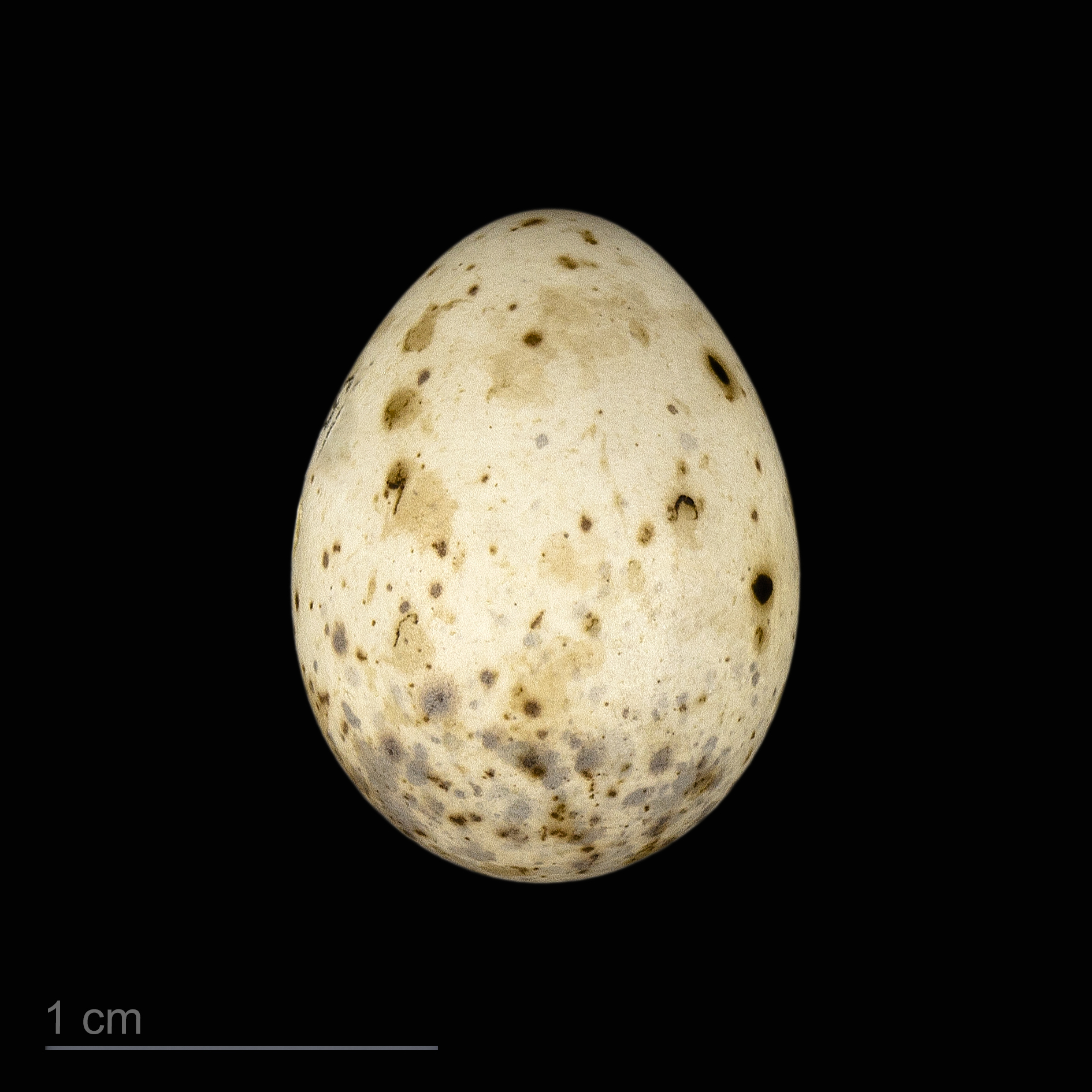
Uova di Curruca curruca - Museo di Tolosa

La bigiarella (Sylvia curruca Linnaeus, 1758) è un uccello della famiglia Sylviidae, che vive nelle regioni a nord dell'equatore in Africa, Asia ed Europa.

## Sistematica
Ne sono conosciute sei sottospecie:
- Sylvia curruca blythi
- Sylvia curruca caucasica
- Sylvia curruca curruca
- Sylvia curruca halimodendri
- Sylvia curruca jaxartica
- Sylvia curruca telengitica